# 光明篇
《光辉之书》（英語：Zohar，字面意思是光辉或者光芒）又稱《光明篇》，是卡巴拉思想中最长且最重要的文献。《光辉之书》是卡巴拉对于希伯来圣经（《旧约圣经》）的注解。书中探讨了上帝的本质、宇宙的起源和结构、灵魂的本质、赎罪等。
《光辉之书》大部分以一种秘密且晦涩的亚拉姆语写成。亚拉姆语是以色列第二王朝时期的一种日常用语，不仅是圣经中《但以理书》和《以西结书》的写作语言，而且是《塔木德》的主要语言。
《光辉之书》首次出现在13世纪的西班牙，由犹太作家雷昂的摩西挂名西門·巴爾·尤查伊出版。据犹太传说，西門·巴爾·尤查伊曾在2世纪遭受罗马帝国迫害，隐藏在山洞十三年学习《妥拉》，受到先知以利亚激励创造出了《光辉之书》。